# Epipactis microphylla
Épipactis à petites feuilles
Espèce
Classification phylogénétique
Statut CITES
Epipactis microphylla, l'épipactis à petites feuilles, est une espèce de plantes herbacées vivaces de la famille des Orchidaceae.

## Description
Plante grêle de 10 à 50 cm. La tige est pubescente, vert-grisâtre. Les feuilles sont très petites, peu nombreuses et engainantes. Les fleurs, vert jaunâtre, sont de petite taille, peu ouvertes, très odorantes et disposées en grappe lâche; le labelle est formé de 2 parties: l'épichile clair, est pourvu de 2 grosses bosses plissées et l'hypochile, verdâtre, concave. L'épipactis à petites feuilles passe souvent inaperçu et est relativement difficile à trouver.

## Biologie
Floraison de mai-juin à juillet. Géophyte à rhizome.

## Habitat
Sur substrat calcaire, à l'ombre. Forêts feuillues, buissons, taillis.

## Répartition
Europe et ouest de l'Asie, incluant le Caucase et jusqu'en Iran. En Algérie dans le massif des Babors en Petite Kabylie.
Étages collinéen et montagnard. Subatlantique et subméditerranéen.

## Étymologie
micro : petite taille et phylla : feuille.

## Vulnérabilité
En France, l'espèce est rare et disséminée. Cette espèce est inscrite dans la liste des espèces végétales protégées en Alsace, en Auvergne, dans le Centre, en Île-de-France, en Lorraine, en Poitou-Charentes, en Pays-de-Loire, dans le Limousin et en Franche-Comté en Rhône-Alpes.
L'espèce est classée "LC" : Préoccupation mineure.
L'espèce est légalement protégée en Belgique.
- Liste des espèces végétales légalement protégées en Belgique
- Liste des espèces végétales protégées en Lorraine
- Liste des espèces végétales protégées en Alsace
- Liste des espèces végétales protégées en Auvergne
- Liste des espèces végétales protégées en Franche-Comté
- Liste des espèces végétales protégées en Aquitaine
- Liste des espèces végétales protégées dans le Centre
- Liste des espèces végétales protégées en Limousin
- Liste des espèces végétales protégées en Pays de la Loire
- Liste rouge régionale de la flore vasculaire d'Île-de-France